# New York City Police Department
O Departamento de Polícia de Nova Iorque (em inglês, New York City Police Department ou NYPD) é o departamento de polícia da cidade de Nova Iorque, o maior dos Estados Unidos e também a maior força policial municipal do mundo. Possui a responsabilidade primária de garantir o cumprimento da lei e investigar nos cinco burgos da cidade: Manhattan, Bronx, Brooklyn, Queens, Staten Island, através dos 123 precincts (distritos policiais). A sede da NYPD fica no One Police Plaza, localizado no Park Row do outro lado da rua da Prefeitura de Nova Iorque.
Quando criada, em 1845, a NYPD teve a Metropolitan Police de Londres como modelo. De acordo com o departamento, sua missão é "garantir o cumprimento das leis, preservar a paz, reduzir o medo e fornecer um ambiente seguro", o que envolve a prevenção e resposta ao crime.
O tamanho da força tem variado dependendo da taxa de crimes, política e fundos disponíveis. A tendência geral, no entanto, mostra que o número de novos oficiais está diminuindo. Em junho de 2004, havia 40 mil oficiais mais vários milhares de empregados de suporte; em junho de 2005, o número havia caído para 35 mil. O número atual de uniformizados da NYPD é 37 038, que está previsto para aumentar para 37 838 em janeiro de 2007. Os membros da NYPD são frequentemente chamados de "os melhores de Nova Iorque" ("New York's finest"). O apoio público ao NYPD é geralmente favorável, embora os críticos destaquem casos de brutalidade policial e corrupção, bem como discriminação com base em raça, religião e sexualidade.
A Polícia da Cidade de Nova Iorque tem a direção política do Comissário da Polícia, auxiliado pelo Chefe operacional, um policial de carreira.

## Divisão de Operações Especiais
- Divisão de Segurança Escolar
- Esquadrão de Grandes Casos
- Esquadrão de Táxi
- Unidade de Vítimas Especiais
- Estatísticas Criminais
- Força-Tarefa
- Polícia Auxiliar
- Unidade de Aviação
- Unidade Portuária

### Unidade de Serviços Emergenciais

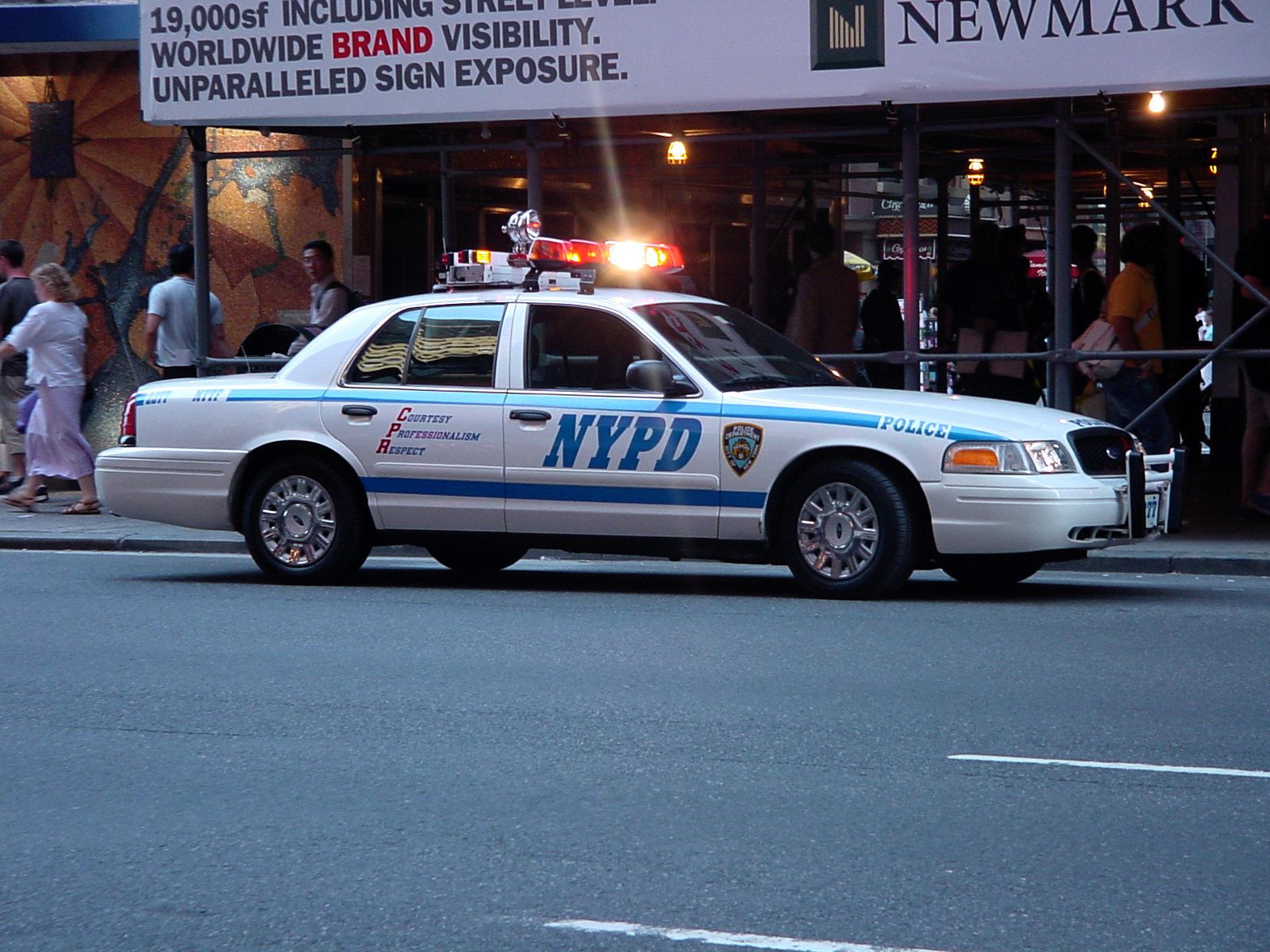
Um Ford Crown Victoria da NYPD.

A Unidade de Serviços de Emergência (Emergency Service Unit) e a Unidade Canina (K-9 Unit) fornecem equipamento especial, peritos e apoio a várias unidades dentro da NYPD. De acidentes automobilísticos a queda de prédios a situações com reféns, os oficiais da USE são chamados quando a situação requer equipamento e conhecimento avançado. A Unidade K-9 fornece assistência durante buscas por pessoas desaparecidas e provas.
A NYPD não possui uma unidade de armas especiais e táticas (SWAT) como a maioria dos departamentos de polícia dos Estados Unidos. A Unidade de Serviços de Emergência qualifica-se no papel de SWAT. Devido ao treinamento variado, são os oficiais com maior habilidade do departamento para tratar de vários tipos de situações extremas, sendo considerados como o "911 para policiais". Quatorze dos 23 oficiais da NYPD que morreram nos ataques de 11 de setembro de 2001 eram da USE.
- Distintivo de detetive.
- Policiais nova-iorquinos do serviço de emergências.